# Ян Сяоли
Ян Сяоли (кит. упр. 杨晓丽, пиньинь Yáng Xiǎolì; род. 1 сентября 1990, Китай) — китайский боксёр. Трёхкратная чемпионка мира 2014, 2016 и 2018 годов. Трёхкратная чемпионка Азии 2015, 2017 и 2019 годов. Член сборной Китая по боксу.

## Карьера
В 2014 году на чемпионате мира в Чеджу завоевала золотую медаль в категории до 81 кг. В финале она обыграла Соитту Буру из Индии. Два года спустя она защитила этот титул в Астане, обыграв в финале австралийку Каю Скотта.
На 10-м чемпионате мира по боксу среди женщин в Индии, в финале, 24 ноября 2018 года, китайская спортсменка встретилась c турчанкой Шеннур Демир, одержала победу со счётом 5:0 и завершила выступление на первом месте, завоевав золотую медаль.
На чемпионате Азии в 2019 году в Бангкоке, она в третий раз подряд смогла победить на чемпионате континента.
Предолимпийский чемпионат мира 2019 года, который состоялся в Улан-Удэ в октябре, китайская спортсменка завершила финальным поединком, уступив американской спортсменке Даниэлле Перкинс. В результате на одиннадцатом чемпионате мира по боксу среди женщин она завоевала серебряную медаль.